# Emeka Oduah

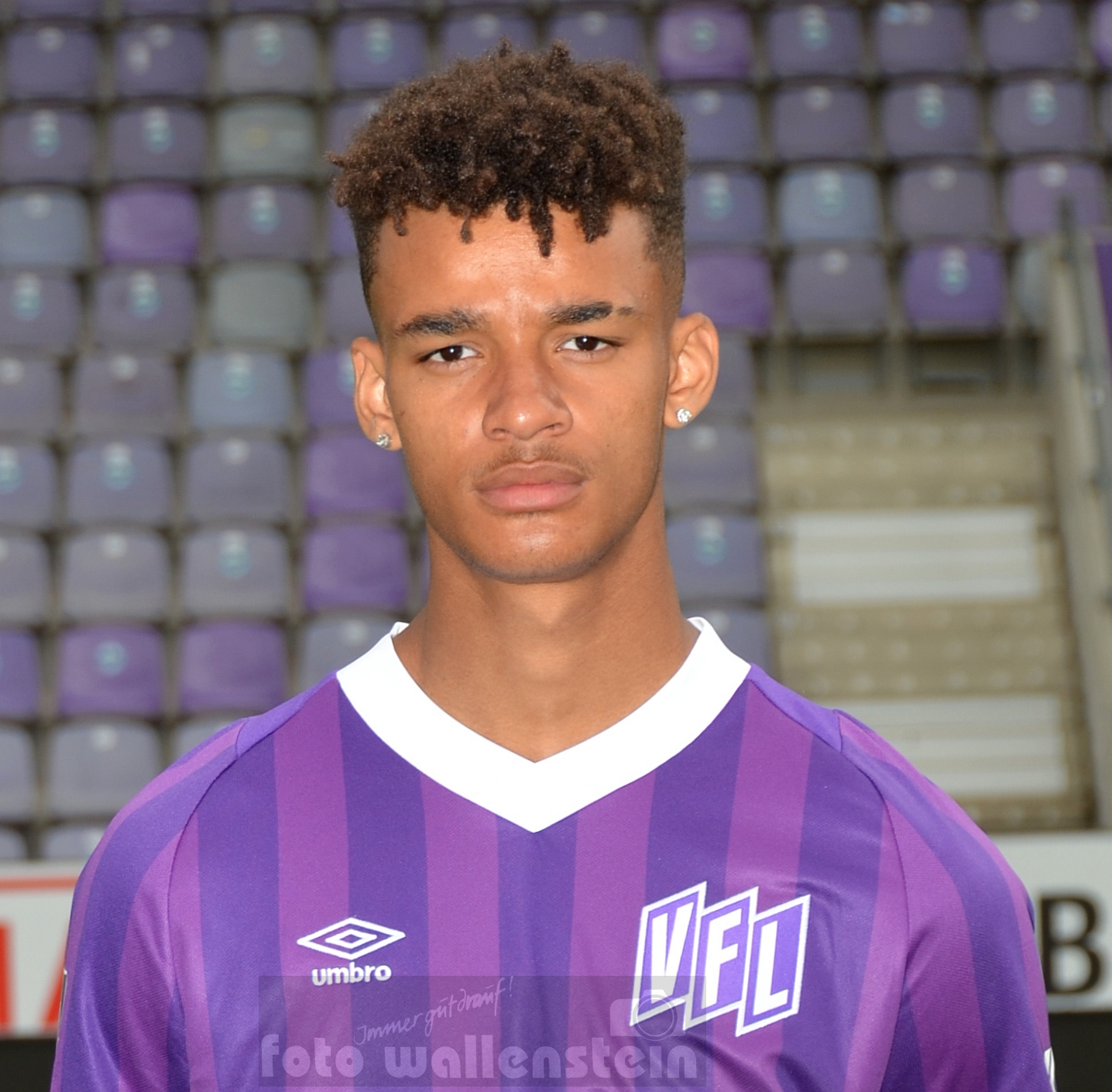
Emeka Oduah im Heimtrikot des VfL Osnabrück Saison 2022/23

Emeka Oduah (* 14. April 2002 in Berlin) ist ein deutsch-nigerianischer Fußballspieler.

## Karriere
Oduah spielte bis 2016 in der Jugendabteilung des FC Viktoria 1889 Berlin. Im Sommer 2016 wechselte er in die Jugendabteilung von Hannover 96. Für seinen Verein bestritt er 13 Spiele in der B-Junioren-Bundesliga und ein Spiel in der A-Junioren-Bundesliga, bei denen ihm insgesamt ein Tor gelang. Nach vier Spielzeiten wechselte er zurück nach Berlin und schloss sich der Jugendabteilung des Berliner AK 07 an. Im Sommer 2021 erfolgte sein Wechsel in die Regionalliga Nordost zum FSV Union Fürstenwalde.
Nachdem er bis zur Winterpause in 20 Spielen zum Einsatz kam, bei denen ihm acht Tore gelangen, wechselte er im Januar 2022 in die 3. Liga zum VfL Osnabrück. Dort kam er auch zu seinem ersten Einsatz im Profibereich, als er am 5. März 2022, dem 29. Spieltag, bei der 0:1-Heimniederlage gegen den 1. FC Kaiserslautern in der 85. Spielminute für Manuel Haas eingewechselt wurde.
Im Sommer 2025 wechselte er zu den Kickers Emden.